# Каблучки
Каблучки — деревня в городском округе Коломна Московской области России. Население — 6 чел. (2015).

## Население
| 1859 | 1905 | 2002 | 2006 | 2010 | 2015 |
| ---- | ---- | ---- | ---- | ---- | ---- |
| 199  | ↗355 | ↘5   | →5   | →5   | ↗6   |

## География
Расположена в юго-восточной части района, примерно в 6,5 км к юго-востоку от центра города Озёры, с которым связана автобусным сообщением. В деревне одна улица — Луговая. Ближайшие населённые пункты — деревни Свиридоново и Старое.

## История
В «Списке населённых мест» 1862 года Коблучки — казённая и владельческая деревня 1-го стана Зарайского уезда Рязанской губернии между Каширской дорогой и рекой Осётр, в 15 верстах от уездного города, при колодцах, с 22 дворами и 199 жителями (100 мужчин, 99 женщин).
По данным 1905 года входила в состав Сенницкой волости Зарайского уезда, проживало 355 жителей (174 мужчины, 181 женщина), насчитывалось 44 двора. На отхожий промысел местные крестьяне отправлялись на фабрики села Озёры соседнего Коломенского уезда.
С 1929 года — населённый пункт в составе Озёрского района Коломенского округа Московской области. С 1930-го, в связи с упразднением округа, — в составе Озёрского района Московской области.
В 1939 году селение передано Полурядниковскому сельсовету, а в начале 1950-х гг. из Полурядниковского в Клишинский сельсовет.
С 1959 по 1969 год, в связи с упразднением Озёрского района, Каблучки входили в состав Коломенского района.
С 1994 по 2006 год — деревня Клишинского сельского округа.
С 2015 до 2020 года входила в городской округ Озёры.

## Известные уроженцы
- Сергей Васильевич Харламов (1925—1992) — участник Великой Отечественной войны, Герой Советского Союза[16].